# Larry Lansburgh
Lawrence „Larry“ Muzzy Lansburgh (* 18. Mai 1911 in San Francisco, Kalifornien; † 25. März 2001 in Burbank, Los Angeles County, Kalifornien) war ein US-amerikanischer Filmproduzent, Filmregisseur, Drehbuchautor und Kameramann, der zwei Oscars gewann und für zwei weitere Oscars nominiert war.

## Biografie
Lansburgh begann zunächst als Regieassistent bei der Walt Disney Company und wirkte bei der Herstellung der abendfüllenden Zeichentrickfilme Pinocchio (1940), Fantasia (1940) und Cinderella (1950) mit. In den 1950er Jahren begann er seine Tätigkeit als Autor, Kameramann und Regisseur von Dokumentar- und Kurzfilmen, so zum Beispiel mit dem Film Desert Killer (1952), der zeigt, wie ein Puma einer armen indianischen Familie indirekt dazu verhilft, ihre angebotenen Waren besser zu verkaufen. 
Bei der Oscarverleihung 1957 wurde Lansburgh für Cow Dog für den Oscar für den besten Kurzfilm nominiert. Der Film zeigt, wie trainierte Australian Shepherds einen herumstreunenden Brahman-Bullen in Schach halten, damit er keine reinrassigen Hereford-Rinder mehr reißen kann. Im Jahr darauf erhielt Lansburgh bei der Oscarverleihung 1958 für The Wetback Hound (1957) den Oscar für den besten Kurzfilm. Der Film befasst sich mit einem jungen Hund, der von Pumajägern in Sonora immer wieder misshandelt wird und daraufhin wegläuft, um ein neues gütiges Herrchen zu finden.
Einen weiteren Oscar gewann Lansburgh bei der Oscarverleihung 1961 in der Kategorie bester Dokumentarfilm für The Horse with the Flying Tail (1960). Der Film veranschaulicht den Werdegang eines Ponys, dem es so sogar gelingt, eine Goldmedaille zu erringen. Schließlich war er 1976 gemeinsam mit seinem Sohn Brian Lansburgh erneut für einen Oscar in der Kategorie „Bester Kurzfilm“ (Dawn Flight, 1976) nominiert. In der Geschichte geht es um den Piloten eines Segelflugzeuges, der von einem mysteriösen Superpiloten herausgefordert wird. Larry Lansburgh war selbst Flieger bei der Air Force, sein Sohn Brian ein ehemaliger Hubschrauberpilot der Küstenwache, was beide zu dieser Fluggeschichte anspornte.
Eine weitere Arbeit Lansburghs war der Kurzfilm Beauty and the Bull (1954). 1998 wurde Larry Lansburgh der Titel einer Disney-Legende verliehen.